# 甲村
甲村（かぶとむら）は山梨県北巨摩郡にあった村。現在の北杜市中部、中央自動車道の須玉インターチェンジから長坂インターチェンジにかけての東側一帯にあたる。

## 歴史
- 1874年（明治7年）11月 - 巨摩郡五町田村・上黒沢村・下黒沢村が合併して甲村となる。
- 1878年（明治11年）7月22日 - 郡区町村編制法の施行により、甲村が北巨摩郡の所属となる。
- 1889年（明治22年）7月1日 - 町村制の施行により、甲村が単独で自治体を形成。
- 1954年（昭和29年）6月1日 - 安都玉村・安都那村・熱見村と合併して高根村が発足。同日甲村廃止。

## 交通

### 鉄道路線
日本国有鉄道中央本線の日野春駅が南端の至近に所在した。

### 道路
- 棒道